# Acord General sobre Aranzels i Comerç
L'Acord General sobre Aranzels Duaners i Comerç (GATT, acrònim de General Agreement on Tariffs and Trade) és un acord multilateral, creat a la Conferència de l'Havana el 1947, i signat el 1948, per la necessitat d'establir un conjunt de normes comercials i concessions aranzelàries. És considerat com el precursor de l'Organització Mundial de Comerç. El GATT era part del pla de regulació de l'economia mundial després de la Segona Guerra Mundial, que incloïa la reducció d'aranzels i d'altres barreres al comerç internacional.
El funcionament del GATT es basa en les reunions periòdiques dels estats membres, en les que es realitzen negociacions per tal de reduir aranzels, segons el principi de reciprocitat. Les negociacions es fan membre a membre i producte a producte, mitjançant la presentació de peticions acompanyades de les corresponents ofertes.

## Política Comercial Americana anterior al GATT
Mentre que els Estats Units sempre ha participat en el comerç internacional, no va prendre un rol actiu en la creació de polítiques de comerç fins a la Gran Depressió. El Congrés i l'executiu tenien conflictes per decidir la mesura adequada de promoció comercial i proteccionisme. Per estimular l'ocupació, el Congrés va aprovar l'Acta d'Acords Comercials Recíprocs (Reciprocal Trade Agreements Act) de 1934, permetent a l'Executiu negociar acords comercials bilaterals per un període determinat.

## GATT el 1947
L'origen del GATT es troba a la reunió de la comissió preparatòria de la conferència internacional de comerç, sota el patrocini de l'ONU, va tenir lloc a Londres a finals de 1946. La segona sessió es va celebrar a Ginebra el 1947 i s'hi va elaborar un projecte de Carta de Comerç Internacional, que es va completar en la Conferència de l'Havana al novembre de 1947.
La primera versió del GATT, desenvolupada el 1947 durant la Conferència sobre Comerç i Treball de les Nacions Unides a l'Havana, és referida com "GATT 1947". El gener de 1948, l'acord va ser signat per 23 països.
La seva funció consistia en un "codi de bona conducta", basat en el principi de no discriminació, reducció de quotes i aranzels i prohibició de càrtels i dumpings. Encara que és cert que no va poder complir estrictament les seves funcions, ja que van emergir càrtels (com el de l'OPEP), determinats dumpings i determinats contingents i aranzels.

## Funcionament
El GATT durant els anys 1950 i 1960, van contribuir a un creixement mundial a causa de l'èxit en les contínues reduccions d'aranzels.
De 1970 a 1980, el GATT va tenir una crisi accelerada a causa de la reducció dels aranzels a nivells molt baixos, la qual cosa va inspirar als governs d'Europa i Estats Units a idear formes de protecció per als sectors que s'enfrontaven amb una major competència en els mercats, van crear altes taxes d'interès.

## GATT 1974 als Estats Units
El GATT, com acord internacional, és similar a un Tractat. Sota les lleis dels Estats Units és classificat com un acord del Congrés-Executiu. Basat en l'Acta d'Acords Comercials Recíprocs, va permetre a l'executiu negociar sobre acords comercials amb autorització temporal del Congrés. Per aquell moment va funcionar com un sistema provisional però eficaç sistema de comerç. L'acord està basat en el "principi incondicional de la nació més afavorida". Això significa que les condicions aplicaven a les nacions comercials més afavorides (ex. la que tingués menys restriccions aplicava a totes les altres nacions).

## El GATT i l'Organització Mundial del Comerç (OMC)
El 1994 el GATT va ser actualitzat per incloure noves obligacions sobre els seus signataris. Un dels canvis més importants va ser la creació de la OMC. Els 75 països membres del GATT i la Comunitat Europea es van convertir en els membres fundadors de l'OMC l'1 de gener de 1995. Els altres 52 membres del GATT van reingressar a l'OMC durant els 2 anys posteriors. Des de la creació de l'OMC, 21 nacions no membres del GATT van ingressar i 28 estan actualment negociant la seva integració.
Dels membres originals del GATT, només Iugoslàvia no va reingressar a l'OMC. Les parts contractants que van fundar l'OMC oficialment van donar per finalitzats els termes de l'acord del "GATT 1947" el 31 de desembre de 1995.

## Diferència entre el GATT i l'OMC
El GATT és un sistema de regles fixades per nacions mentre que l'OMC és un organisme internacional.
L'OMC va expandir el seu espectre des del comerç de béns fins al comerç del sector de serveis i els drets de la propietat intel·lectual.
Malgrat haver estat dissenyada per servir acords multilaterals, durant diverses rondes de negociació del GATT, particularment a la Ronda de Tòquio, els acords bilaterals van crear un intercanvi o comerç selectiu i van causar fragmentació entre els membres. Els arranjaments de l'OMC són generalment un acord multilateral el mecanisme d'establiment és el del GATT. No obstant això, els canvis més rellevants es poden enumerar així: Major nombre de membres, el GATT no tenia una base institucional, mentre que l'OMC té una estructura ben definida i en funció de les seves accions; ampliació de l'àmbit d'aplicació de les activitats comercials regulades per l'OMC i és per això que es pot dir que aquest és el fòrum més gran en temes de comerç, i finalment després d'arribar l'OMC es donen alguns acords multilaterals de comerç i defensa d'aquest, com en els casos de la protecció al dret d'autor i els nous drets informàtics en pràctiques comercials.

## Rondes del GATT
1. Ronda de Ginebra (abril, 1947): 23 països. Es posa en vigència el GATT
2. Ronda d'Annecy (1949): 13 països.
3. Ronda a Torquay (1951): 38 països.
4. Ronda de Ginebra (1956): 26 països. Reducció d'aranzels. Es fixa l'estratègia per a futures polítiques del GATT respecte a països en desenvolupament, millorant la seva posició com a participants del tractat.
5. Ronda Dillon (1962): 26 països. Reducció d'aranzels.
6. Ronda Kennedy (1967): 62 països. Reducció d'aranzels. Es va donar per primera vegada una reducció general en els aranzels en lloc d'especificar producte per producte. Acord anti-dumping (als Estats Units va ser rebutjat pel Congrés).
7. Ronda de Tòquio (1973-1979): 102 països. Reducció de barreres no aranzelàries. També va reduir aranzels sobre béns manufacturats. Millora i extensió del sistema GATT.
8. Ronda Uruguai (1986-1993): 123 països. Es va crear l'OMC per reemplaçar el GATT. Reducció d'aranzels i subsidis a l'exportació, reducció de límits d'importació i quotes sobre els propers 20 anys, acord per reforçar la protecció a la propietat intel·lectual, estenent la llei comercial internacional al sector dels serveis i liberalització de la inversió externa. També va fer canvis en el mecanisme d'establiment de disputes del GATT.
9. Ronda de Doha: Gran negociació empresa per alliberar el comerç mundial. El seu objectiu apunta a complementar un tema que havia quedat pendent durant el cicle anterior (ronda de l'Uruguai).